# Єфимова
Єфи́мова (рос. Ефимова) — присілок у складі Абатського району Тюменської області, Росія.
Населення — 64 особи (2010, 71 у 2002).
Національний склад станом на 2002 рік:
- росіяни — 99 %